# 佳能 EF-S 18-55mm 鏡頭
佳能 EF-S 18-55mm 鏡頭是一系列由佳能公司生產的標準變焦鏡頭，一共有下列幾種型號。
- EF-S 18-55mm I/II/III
- EF-S 18-55mm IS I/II
- EF-S 18-55mm USM I/II
- EF-S 18-55mm IS STM

其中，标有“USM”的镜头含有超声波马达，标有“IS”（全称“image stabilize”）的镜头具有光学防抖特性。STM型镜头采用步进马达，可与环形USM一样全时手动对焦。
焦距等效於35mm相機28.8-88mm。目前最新款為Canon EF-S 18-55mm f/3.5 -5.6 IS STM。

## 外部連結
- Canon EF-S 18-55mm f/3.5-5.6 USM（页面存档备份，存于）
- Canon EF-S 18-55mm f/3.5-5.6 ISArchive.today的存檔，存档日期2013-01-02